# Rompetechos
Rompetechos es una serie de historietas creada por Francisco Ibáñez en 1964. Trata sobre su protagonista homónimo, Rompetechos, un hombre bajito cuya mala visión genera numerosas situaciones cómicas.
Ibáñez manifestó en repetidas ocasiones que, entre los suyos, es su personaje favorito y debido a ello solía aparecer muy a menudo en otras de sus series. Tuvo su propia emisión de sello en España.

## Creación
Hay dos versiones distintas acerca del nacimiento del personaje:
- Por un lado está la versión del propio Francisco Ibáñez, según la cual el jefe Francisco Bruguera tenía una gran afición por un personaje de los comienzos del cine llamado Rompetechos, por lo que pidió a Ibáñez que dibujara un personaje con el mismo nombre. Ibáñez entonces le habría dado la vuelta a la orden creando un personaje bajito y miope.[2] En favor de esta versión está la existencia de una película alemana de 1941 titulada Quax, Der Bruchpilot, que se tradujo en España como Quax, el piloto Rompetechos.[3] Por otra parte, existe un precedente de la utilización del nombre de este personaje,"Rompetechos" -varios años antes de su uso por parte de Ibáñez y Bruguera- en una serie publicada en la revista "Jaimito", de Editorial Valenciana; se trata de un piloto despistado cuyas aventuras fueron dibujadas por Castillo, al menos en algunos números de la citada revista (Jaimito,año XVI, núm. 587,  7 de enero de 1961).
- La otra versión es de Vicente Palomares, periodista y escritor que dirigió la revista Mortadelo durante la primera mitad de los años 70 según la cual el personaje estaba basado físicamente en un miembro de la redacción llamado Ernesto Pérez Mas.[4]

Lo cierto es que Ibáñez diseñó ocho bocetos de posibles personajes, todos igualmente bajitos y cabezudos, de entre los cuales ganó el séptimo, obteniendo así de primeras una apariencia definitiva para el personaje, pues no habría de modificarla durante toda su trayectoria.

## Trayectoria editorial
Rompetechos se publicó por primera vez en la revista Tío Vivo de la Editorial Bruguera en 1964.
En 1968 se puede decir que era la figura visible de la revista Din Dan, ya que aparecía tanto en la portada como en el título. En un número especial de la revista Din Dan de finales de los 60 Rompetechos llega a colarse en las historietas de otros personajes debido a que no logra encontrar su página para acabar echándole la bronca al propio Ibáñez.
También tuvo sus propias revistas llamadas Súper Rompetechos y Extra Rompetechos desde finales de los 70. A partir de entonces dejó de aparecer material nuevo de Rompetechos, excepto en forma de cameo en otros tebeos de Ibáñez, hasta que en 2003 recuperó al personaje con historietas nuevas para la revista Top Cómic.
Recopilaciones de sus historietas se pueden encontrar en varios cómics de la Colección Olé, tanto en Editorial Bruguera como en Ediciones B. En 2004, con motivo de su 40 cumpleaños se hizo un recopilatorio en formato Súper Humor (ISBN 84-406-9942-5)
con un cómic que contenía su primera aventura y mucho material del personaje.
Es uno de los personajes de Ibáñez menos exportados al extranjero por la dificultad de traducir los juegos de palabras de la serie.
En el 2018 se hizo una edición integral de su obra.

## Argumento y personajes
Rompetechos es el protagonista absoluto de estas historietas. El investigador Juan Antonio Ramírez lo incluye en el apartado de Marginados, junto a otros personajes de la editorial, como Carpanta (1947), Gordito Relleno (1948), Currito Farola (1951), Don Danubio (1951), Morfeo Pérez (1952), Agamenón (1961)  y Pitagorín (1966), caracterizados por un alto grado de extrañamiento respecto a su entorno.
Rompetechos es cabezón, bajito, miope y despistado. El nombre alude irónicamente a su baja altura.

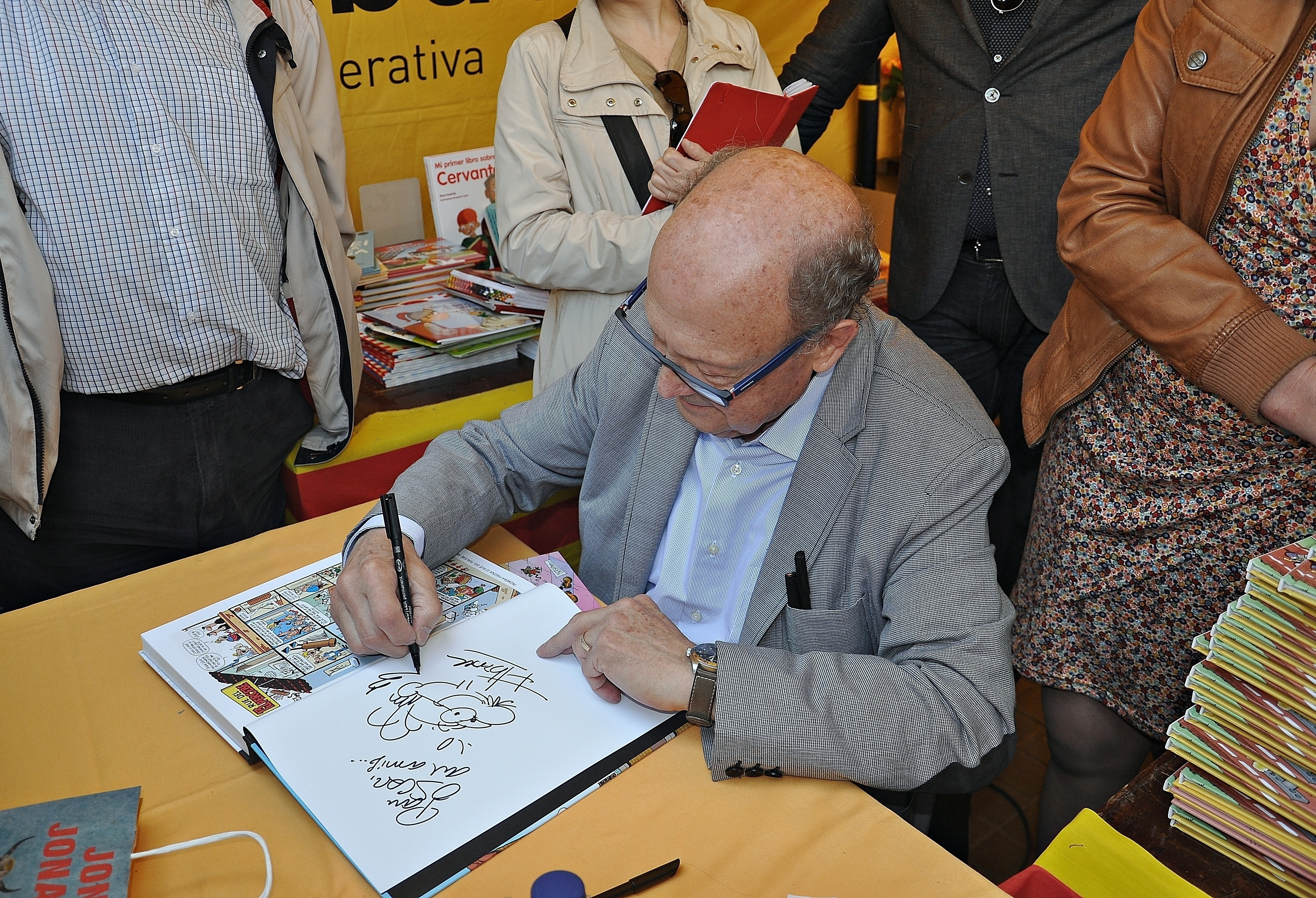
Ibáñez dibuja a Rompetechos en un ejemplar de la edición integral de 13, Rue del Percebe, en una sesión de firma de ellos en la Plaza de Cataluña durante la Diada del 2016.

Las historietas son de 1 a 4 páginas; y las más modernas, hasta las 6. Su esquema habitual suele ser el siguiente:
El personaje tiene la necesidad de hacer o comprar algo, por lo que empieza a ir de un lado a otro provocando multitud de desastres debido a que su falta de visión le hace confundirlo todo (por ejemplo; confunde a un joven melenudo con una margarita y procede a "arrancarla" o a un hombre disfrazado de vikingo con un ciervo e intenta cazarlo, etc.). Si lo que intenta es comprar algo invariablemente leerá mal todos los carteles (por ejemplo "cabañas usadas" en lugar de "castañas asadas") y luego tendrá un diálogo surrealista con el empleado de la tienda. En estos casos Rompetechos usualmente agrede verbalmente a aquellos que él piensa que le están tomando el pelo. Finalmente, la situación termina haciéndose insostenible y acaba de forma violenta: normalmente el tendero expulsa de una patada a Rompetechos, aunque a veces Rompetechos golpea al tendero o este llama a los loqueros o lo detiene la policía.
Se tratan, en palabras de Ramírez, de:

una sucesión de chistes sádicos que alcanzan un "boom" final.

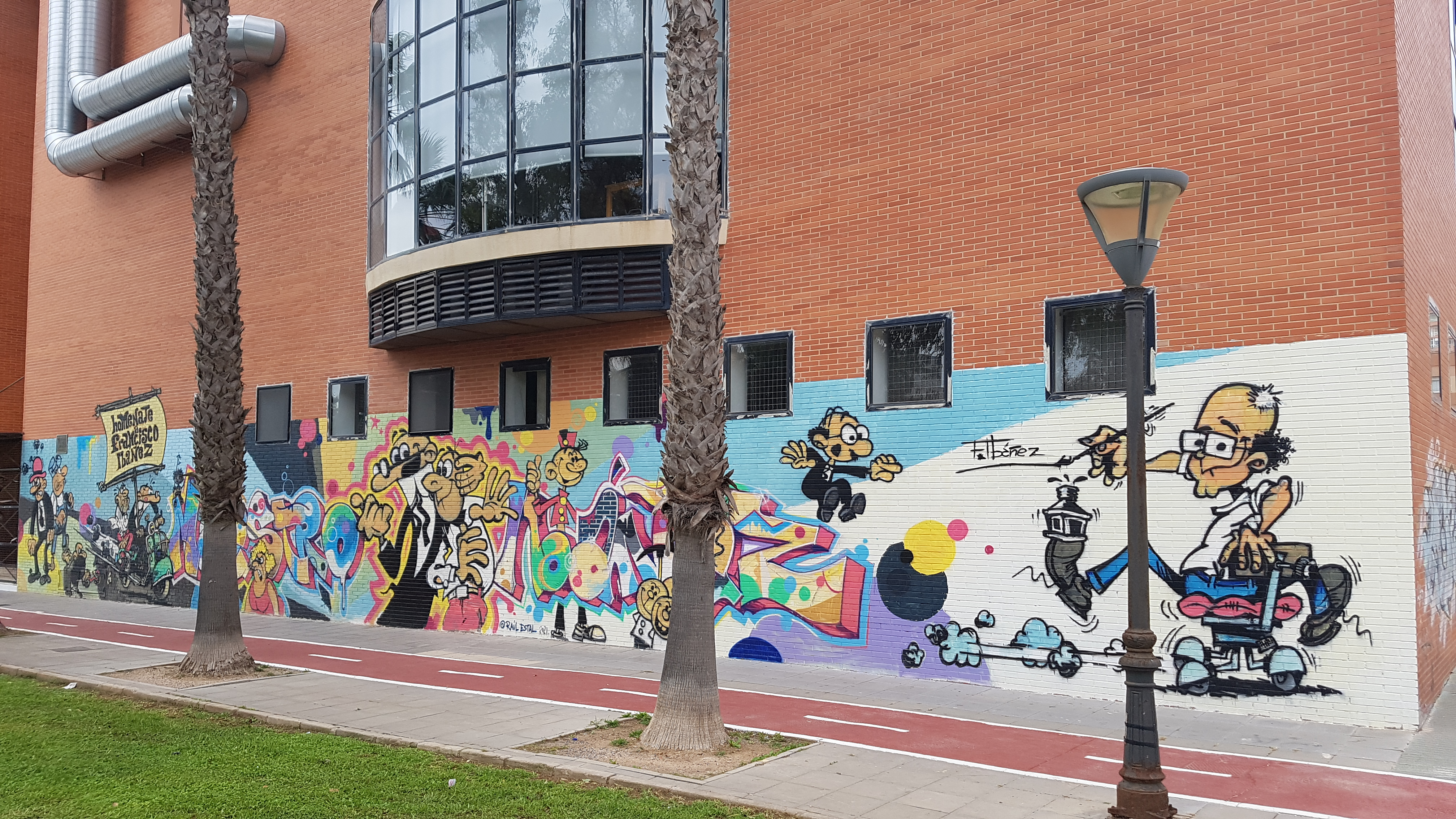
Pepe Gotera y Otilio, el Profesor Bacterio, Mortadelo y Filemón en moto, Ofelia, otra vez Mortadelo y Filemón, el Botones Sacarino, los niños malos del 3º derecha de 13, Rue del Percebe, Rompetechos y el propio Ibáñez representados en un mural de Cartagena.

## Adaptaciones a otros medios
En la película La gran aventura de Mortadelo y Filemón (basada en otra serie de Ibáñez, Mortadelo y Filemón) Rompetechos, interpretado por Emilio Gavira, aparece como un reaccionario nostálgico del régimen franquista, lo cual es algo ajeno a los cómics. Sobre esto Javier Fesser, el director, declaró: "un tipo bajito, con bigote y que está siempre cabreado tiene que ser facha". (sin embargo, Rompetechos no suele estar "siempre cabreado", salvo cuando es injusta víctima de sus despistes).
En la segunda película de imagen real, Mortadelo y Filemón. Misión: salvar la Tierra, estas connotaciones franquistas fueron suprimidas.

## Valoración y crítica
El personaje ha sido criticado por algunas personas que consideran que en estas historietas se hace burla de la miopía.[cita requerida] A estas críticas Ibáñez siempre ha respondido que él mismo padece miopía desde joven y que, por lo tanto, en todo caso sería una burla hacia sí mismo, pero que de hecho, lo único que se busca es provocar la risa mediante un arquetipo reconocible y no burlarse de la tara física en sí.